# Страсти (музыкальный жанр)
Страсти (пассион; нем. Passion, от лат. passio — страдание) — вокально-драматическое произведение, посвящённое событиям Страстной недели (Страсти Христовы), основанное на евангельских текстах. Среди наиболее известных произведений этого жанра «Страсти по Матфею» и «Страсти по Иоанну» Иоганна Себастьяна Баха.

## История
Страсти возникли на основе католической церковной службы и исполнялись как народные представления (храмовое действо) в течение или, позже, в канун Страстной недели: евангельский текст зачитывался или разыгрывался в лицах, с музыкальным сопровождением.
В церковный обиход Страсти вошли ещё в IV веке, первоначально в виде псалмодии — мелодической декламации. С XIII века текст Страстей исполнялся в диалогической манере — в форме диалога солиста (дьякона) и хора; постепенно происходило обособление партий отдельных участников драмы. 
К XVI веку, кроме хорального типа Страстей, основанного на традициях григорианского пения и псалмодии, сложился и так называемый «мотетный» тип — весь канонический текст исполнялся хором, в форме полифонического многоголосия. Таковы Страсти Якоба Обрехта и отчасти Орландо Лассо.
На протяжении многих веков при исполнении Страстей, как и в богослужении, инструментальное сопровождение не допускалось; оно постепенно входило в обиход начиная с XVII века — от отдельных инструментов до оркестра в веке XVIII. 
Параллельно развивались, отделившись церкви, народные, неортодоксальные инсценировки Страстей — театрализованные представления, проникнутые духом гуманизма.
После Реформации появились и протестантские Страсти — с текстом на немецком языке, с использованием протестантского хорала. Таковы, в частности, Страсти Генриха Шютца, ещё без инструментального сопровождения, но уже с характерным для более поздних ораторий сочетанием черт как хоральных, так и мотетных Страстей.
Родившиеся при церкви, Страсти традиционно исполнялись за её пределами, поскольку не были непосредственно связаны с богослужением; только протестантская церковь, уже во времена Баха, допустила музыкальную драму в свои стены. Вместе с тем уже в XVI веке Страсти превратились в самостоятельную форму духовной музыки, не входящую в состав чтения «Страстей господних». Со временем они утратили культовое значение и перешли в концертную практику.

## От Баха до наших дней
Расцвет жанра Страстей связан с распространившейся в XVIII веке ораториальной формой — с участием солистов, хора и оркестра, нередко органа. Основоположником этой формы стал Генрих Шютц, однако не в своих Страстях, написанных в традиционной манере, а в «Рождественской истории» (Weihnachtshistorie), где повествование евангелиста прерывается интермедиями, в которых новозаветный сюжет разыгрывается различными персонажами; при этом партии ангелов, волхвов, первосвященников и Ирода сопровождаются разными составами инструментов.
В этой форме написаны Страсти Г. Ф. Генделя и  Г. Ф. Телемана (автора 44 пассионов) и целого ряда более поздних композиторов; однако вершинными достижениями считаются Страсти И. С. Баха.
Текст Страстей постепенно отходил от собственно евангельского: уже в начале XVIII века на основе Нового Завета тексты для Страстей писали известные поэты и оперные либреттисты. Так, Райнхард Кайзер в 1704 году вместо библейского текста использовал стихи Кристиана Фридриха Хунольда; текст страстной оратории, написанный в 1712 году поэтом и либреттистом Бартольдом Брокесом, положили на музыку Г. Ф. Гендель, Г. Ф. Телеман и тот же Кайзер; И.С. Бах для своих Страстей использовал, кроме Брокеса, тексты Соломона Франка, Пикандера и других поэтов; во II половине XVIII века несколько композиторов написали Страсти на либретто Пьетро Метастазио, в том числе Йозеф Мысливечек («Страсти Иисуса Христа», 1773) и Антонио Сальери («Страсти господа нашего Иисуса Христа», 1776).
В XIX веке интерес к жанру «Страстей» постепенно угас — композиторы-романтики предпочитали более свободные формы. Интерес возродился в XX веке; так, ещё в 30-х годах немецкий композитор-лютеранин Хуго Дистлер создал хоральные Страсти на основе текстов всех четырёх евангелистов («Choralpassion nach den 4 Evangelien der Heiligen Schrift»). Обращаются к жанру Страстей и современные композиторы, в частности:
- Кшиштоф Пендерецкий — «Страсти по Луке»
- София Губайдулина — «Страсти по Иоанну»
- Арво Пярт — «Страсти по Иоанну»
- Митрополит Иларион (Григорий Валериевич Алфеев) — «Страсти по Матфею»
- Фредрик Сикстен — «Страсти по Марку» (на швед.  )